# Buddhologi

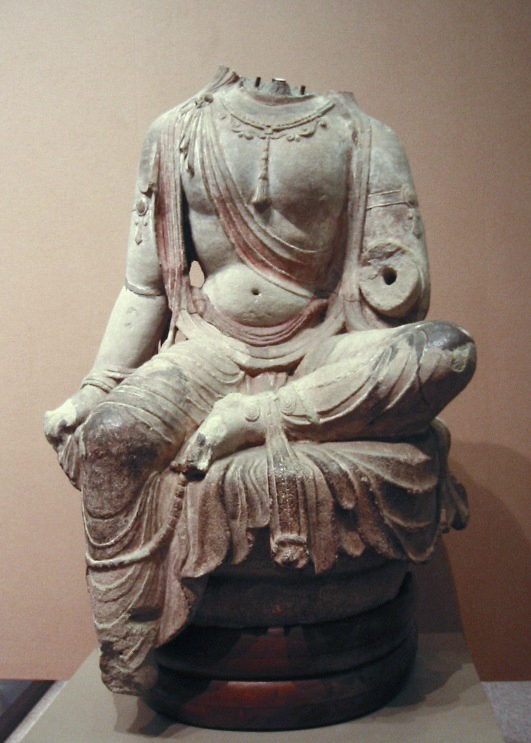
Bodhisattvastaty från Tangdynastin. Även konstvetenskap kan bidra med kunskap om till exempel hur buddhismen utvecklats historiskt.

Buddhologi är det vetenskapliga studiet av buddhism och den buddhistiska traditionen, och används som samlingsbegrepp för studier som disciplinärt skiljer sig åt markant, exempelvis filologi, antropologi och historia.